# Pierre de Bourbon-Préaux
Pour les articles homonymes, voir Pierre de Bourbon.
Pierre de Bourbon-Préaux, né en 1390 et mort le 11 octobre 1422 est un chevalier Français et un seigneur de Préaux.

## Biographie
Fils de Jacques de Bourbon-Préaux, seigneur de Préaux, et grand bouteiller de France et de Marguerite de Préaux, il est le descendant direct de Louis IX.
- Louis IX Saint Louis
  - Robert de Clermont
    - Pierre Ier de Bourbon
      - Jacques Ier de Bourbon-La Marche
        - Jacques de Bourbon-Préaux
          - Pierre de Bourbon-Préaux

Il prit part à la bataille d'Azincourt aux côtés de son frère et suzerain, Louis de Bourbon-Préaux qui périt lors de cette bataille. Celui-ci n'ayant pas d'enfant, Pierre lui succéda en tant que seigneur de Préaux.
Il épouse Elisabeth de Montagu (1397-1429) le 16 septembre 1417.
Il décède en 1422 à La Rochelle âgé de 32 ans. N'ayant pas d'enfant, son frère Jacques lui succéda en tant que seigneur de Préaux sous le nom de Jacques II de Bourbon-Préaux.